# Гемімонт
Гемімонт (лат. Haemimontus) — пізня римська і рання візантійська провінція.
Провінція Гемімонт була організована в 294 році імператором Діоклетіаном у результаті адміністративних реформ і була виділена з колишньої провінції Фракії. Гемімонт входив до складу Фракійської дієцезії і преторіанської префектури Сходу. Гемімонт управлявся президом. Провінція охоплювала східну частину сучасної Верхньофракійської низовини і частини сучасних північної Туреччини і Греції. Сусідніми провінціями були на північно-заході Мезія Друга, Фракія на заході, Родопи на південно-заході і на півдні Європа. На сході Гемимонт межував з Чорним морем.
Головним містом провінції був Адріанополь, іншими важливими містами були Анхіалос, Девельт, Аква Каліда, Несебир і Стара Загора. Уздовж морського узбережжя міста об'єднані римською дорогою «Via Pontica». Іншою дорогою була «Via Militaris» і вона йшла на схід від Акви Каліди, Девельта і Чорного моря на північ через Балкани в Маркіанопіль і Нікополь-на-Істрі. У VII столітті на місці провінції була заснована фема Фракія.